# Le Dragon de Hong Kong
Le Dragon de Hong Kong est la vingt-et-unième histoire de la série Yoko Tsuno de Roger Leloup. Elle est publiée pour la première fois du no 2527 au no 2536 du journal Spirou, puis en album en 1986.

## Univers

### Synopsis
En voyage à Hong Kong, Yoko est attaquée par un lézard géant. Ses investigations la mèneront vers les auteurs de ce monstre issu de manipulations génétiques dans le but de tourner un film du même nom.
Les concepteurs du film ont également créé un dragon mécanique, crachant du feu, dont ils se servent pour semer la terreur dans la baie de Hong Kong afin de se faire de la publicité.
Le premier dragon, Dai Loon, est l'ami d'une petite fille, Rosée du matin, que Yoko adoptera.  
Capturées par Tung, Yoko et Rosée du matin sont prises en otage dans le dragon mécanique. Ce n'est que grâce à l'intervention de Dai Loon qu'elles s'échappent. Malheureusement, le lézard mourra à la suite de l'explosion du dragon mécanique. 

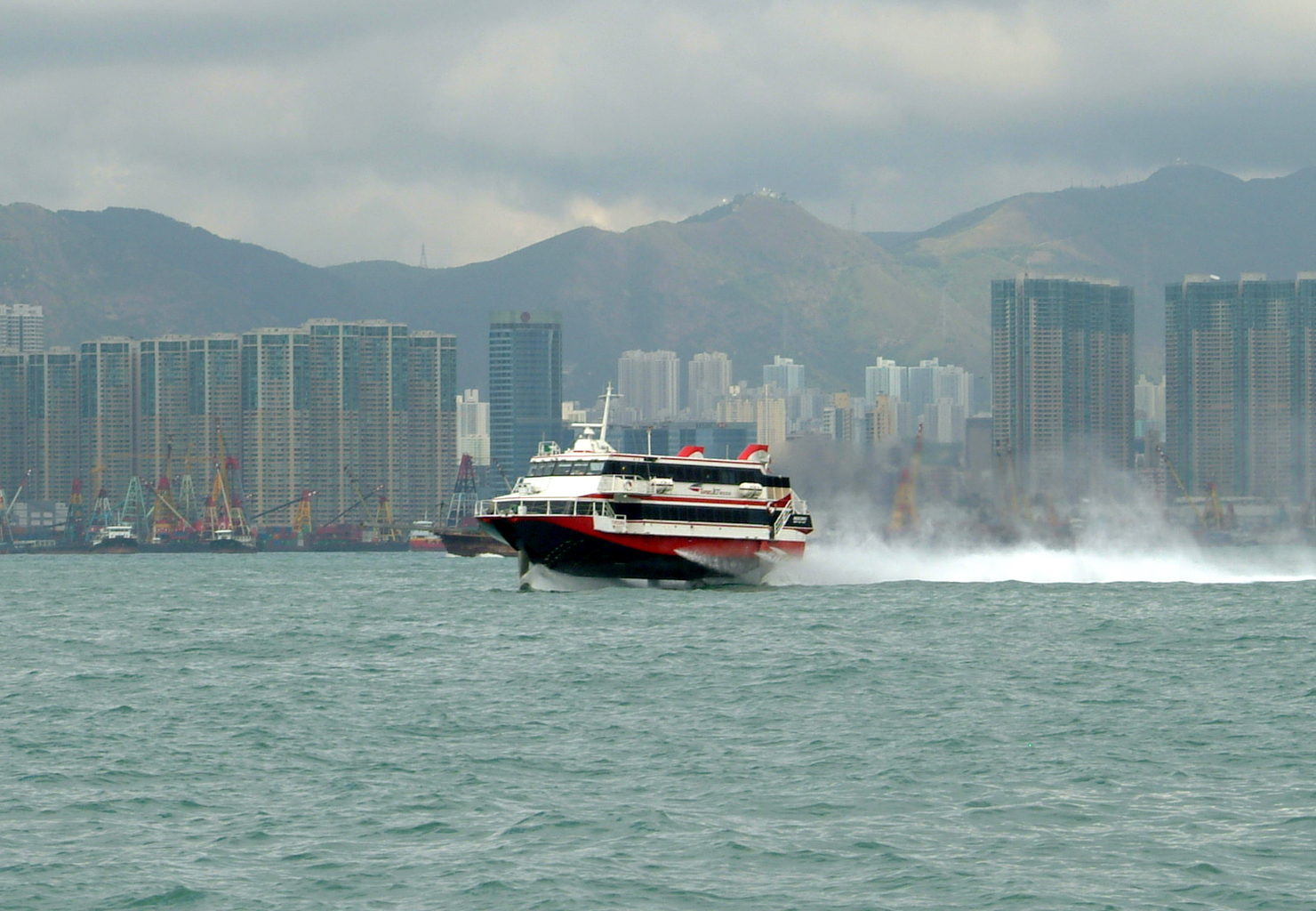
Hydroptère Boeing 929 dans la baie de Hong Kong.

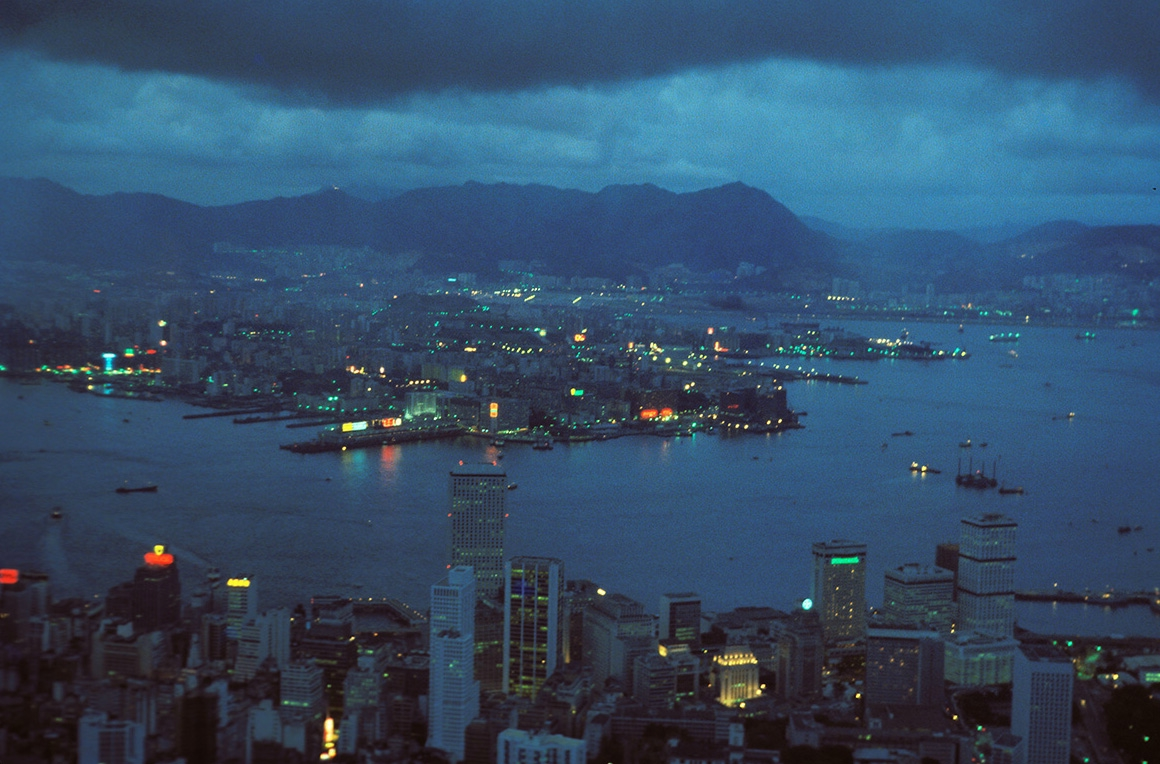
Hong Kong.

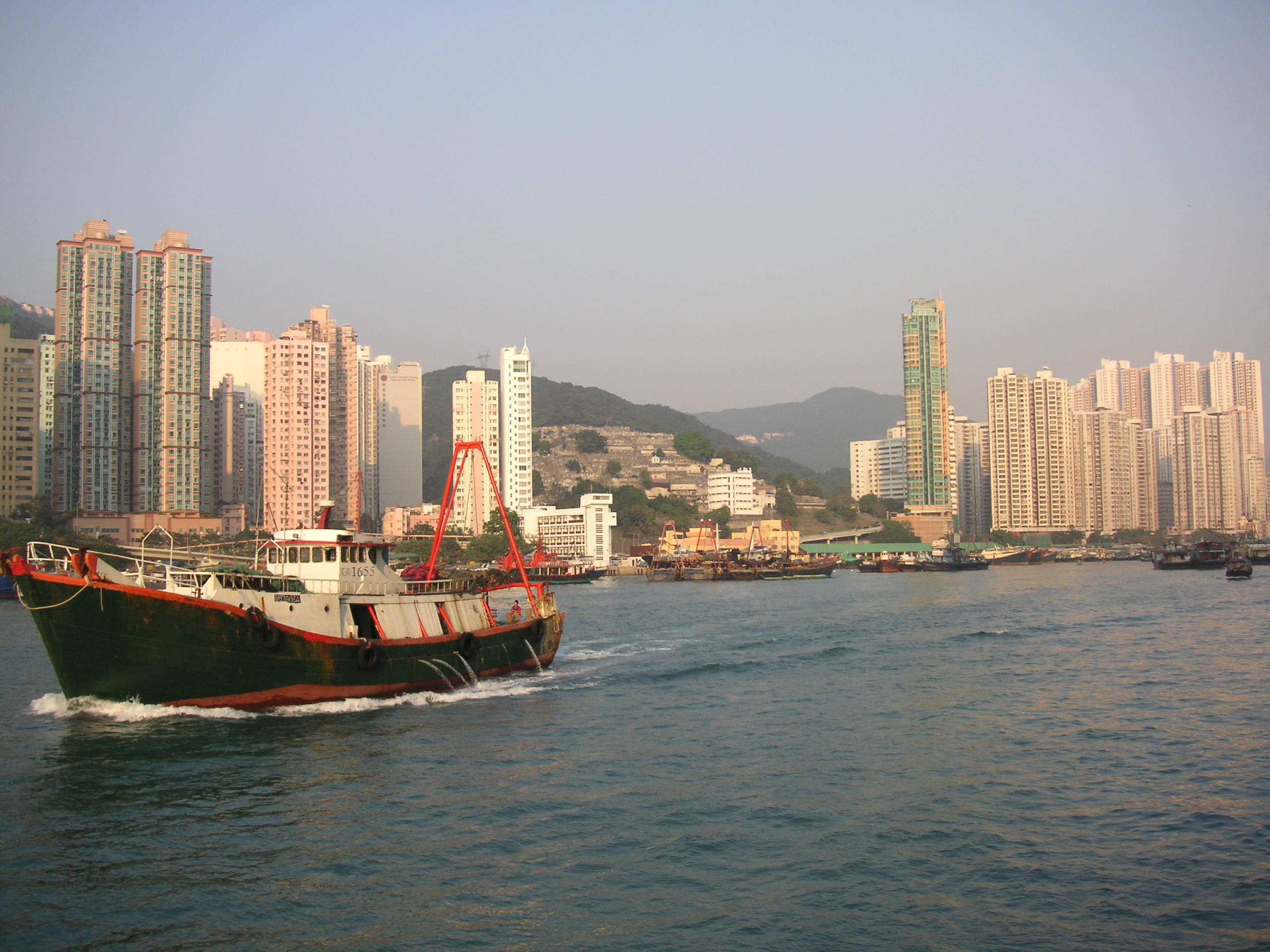
Aberdeen (Hong Kong).

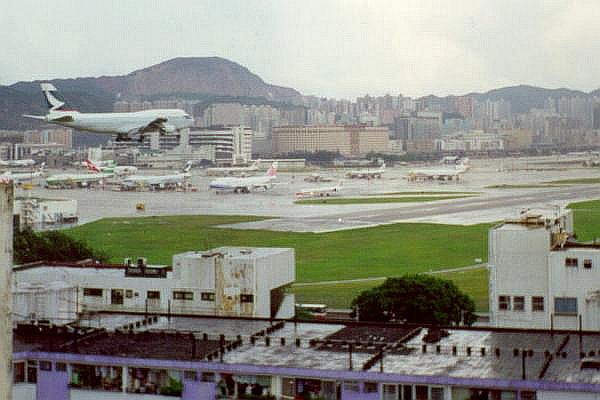
Aéroport de Hong Kong – Kai Tak.

### Personnages
| Trio                                  | Alliés                                                                                         | Adversaires              |
| ------------------------------------- | ---------------------------------------------------------------------------------------------- | ------------------------ |
| - Yoko Tsuno - Vic Vidéo - Pol Pitron | - Rosée du matin - Dai Loon - Cousine Ying - Miss Kwan - Wan - Le grand-père de Rosée du matin | - Tain Tung - Sin - Shuk |

### Lieux
- Hong Kong :
  - Kowloon
  - Aberdeen (Hong Kong)
  - Stanley (Hong Kong)
  - Île de Lantau
  - Aéroport international Kai Tak

## Historique

### Yoko Tsuno en Chine
Un jour, Roger Leloup reçoit une lettre venant de Hong Kong, rédigée par un français qui éditait White Antilop, revue destinée aux enfants. Celui-ci souhaitait publier une aventure de l'héroïne se passant en Chine, proposition très alléchante pour un personnage asiatique. Le bédéiste s'envole alors pour cette métropole afin de concrétiser ce projet. Un ami journaliste français qui travaille sur place le prend alors en charge. Aussi, la presse locale est très intéressée par cet Européen voulant concevoir une bande dessinée dont l'action se déroule en Chine et dont le style n'a rien à voir avec les mangas. Bien que certaines personnes ne comprenaient pas qu'il passe autant de temps sur des dessins qu'on ne lisait qu'en quelques secondes.
Il est alors mis en relation avec une guide chinoise, Angela (à l'époque du protectorat anglais sur la ville, les Hongkongais portaient un second prénom anglais). Celle-ci lui ouvrit toutes les portes et lui fit parcourir les multiples recoins de Hong Kong. Il prit ainsi des centaines de photos des divers quartiers, dont la belle île de Cheung Chau, dépourvue de voitures, où il a situé la maison de la cousine de Yoko. Bien qu'il bénéficiait d'une documentation et que le décor lui plaisait beaucoup, il n'avait ni d'histoire, ni d'accord avec l'éditeur local. Comme toujours avec les Chinois, il faut se montrer patient et s'habituer à échanger plus de sourires et de formules de politesses que de contrats. Il rentre donc bredouille en Belgique.
Lors de sa deuxième visite hongkongaise, retrouvant ses solliciteurs, il se heurta aux mêmes sourires et au même immobilisme de leur part. Menaçant finalement de tout arrêter si le contrat n'était pas entre ses mains dans les 24 heures, celui-ci fut signé le lendemain.
Par la suite, il reviendra à plusieurs reprises à Hong Kong, qu'il visita six fois en deux ans afin de se documenter sur quatre histoires se déroulant en Chine : Le Dragon de Hong Kong, Le Matin du monde, La Jonque céleste et La Pagode des brumes. Il faut dire que cette ville lui servait de plaque tournante. En effet, il n'y avait pas besoin d'obtenir un visa pour s'y rendre et, une fois sur place, deux jours suffisaient pour pouvoir en obtenir un pour entrer en Chine. De plus, cela lui permettait de mettre sa fille coréenne Annick en contact avec le continent de ses racines. Pour voyager, une des compagnies qu'il utilisa fut... Dragonair (actuellement Cathay Dragon). Le hasard fait bien les choses...
Au cours de ces voyages, Leloup compris l'importance du dragon dans les cultures asiatiques, cet animal mythique et divin régissant souvent la vie des populations. Au point qu'en dépit du manque d'espace disponible, il demeure des lieux de vie où l'on ne construit pas, car le dragon des collines doit pouvoir voir. Aussi, le nom du quartier de Kowloon, dans lequel le bédéiste logeait, signifie « neuf dragons », faisant référence aux collines l'entourant. Il viendrait de Song Bing, le dernier empereur de la dynastie Song, qui se rendit un jour dans cette cité. Remarquant qu'il n'y a que huit collines, donc huit dragons, on lui répondit : "Le neuvième c'est vous, Votre Majesté." (le symbole de l'empereur de Chine étant le dragon). Cette anecdote illustre le talent des Chinois pour l'art du compliment.
Ces éléments donnèrent au bédéiste l'idée d'une fillette qui pouvait communiquer avec un dragon pacifique – un lézard géant – ainsi que de la menace apportée par un immense dragon cracheur de feu. La revanche de la nature sur la technologie, en somme.
L'album est sorti d'abord à Hong Kong, avant d'être publié en Europe. Dès lors, Leloup se sentit chez lui là-bas. Il y avait vingt mille petits Chinois qui lisaient son histoire : il était devenu un auteur travaillant pour eux. Seulement, à la suite du retour de cette ville dans la Chine communiste en 1997, les éditeurs partirent au Canada. Ce fut donc la fin de l'histoire de l'unique livre de Yoko prépublié dans sa contrée originelle. Mais pas exactement, étant donné qu'il avait été aussi édité à Taïwan... en édition pirate. Cela dit, Le Matin du monde aussi a été publié en chinois.

### Rosée du matin
Les interlocuteurs de Roger Leloup en Chine souhaitaient qu'il présente Yoko comme une Chinoise et insistèrent pour que l'histoire s'adresse aux plus petits. Mais il refusait de modifier quoi que ce soit à son personnage. En revanche, il eut l'idée d'intégrer une enfant à la trame du récit afin de répondre à cette seconde demande. C'est ainsi que naquit Rosée du matin ; Le Dragon de Hong Kong lui donna une petite fille de papier.
D'ailleurs, le bédéiste s'était déjà vu demander auparavant si son héroïne aurait un jour un enfant. Cette histoire fut l'occasion de lui en donner un en tutelle, une Chinoise orpheline de son grand-père, qui lui fut confiée par ce dernier, à la porte de sa vie. Leloup choisit de créer une petite fille car cela lui permettait de se baser sur son expérience personnelle. En effet, sa fille Annick avait le même âge que Rosée au moment de son adoption. Il maîtrisait donc les réactions de Yoko et de sa fille, qui avait les mêmes réactions que Annick. Rosée constitue un cadeau offert par un dragon, qui a donné sa vie pour que ce miracle s'accomplisse.
Rosée du matin a toujours des cousins en Chine, Yoko n'étant que sa tutrice légale, autant qu'une grande sœur pour elle. Mais quand celle-ci est en danger, l'électronicienne ressent des souffrances et des craintes maternelles. Cela n'est pas toujours facile à rendre dans le déroulement d'un scénario. Au cours de leurs aventures communes, Rosée a voyagé dans des contrées terrestres et extraterrestres, rencontrant même une amie vinéenne de son âge, Poky. Il s'agit pour Leloup d'un double bol de fraîcheur très agréable à faire vivre sous le crayon et dont il ne pourra jamais se séparer.

### Quelques éléments découverts en Chine
Pour plus de réalisme, Roger Leloup glisse dans son histoire différents éléments qu'il a découvert durant ses séjours en Chine. Lorsque le grand-père de Rosée invite Yoko à manger, il prépare à manger du wonton. Il s'agit de raviolis courants dans la gastronomie chinoise, cuisinés dans un bouillon. Le bédéiste découvrit cet aliment, mais aussi d'autres surprenants, tel qu'un immense plateau couvert de petits oiseaux cuits, considéré comme un plat très raffiné.
Lorsque Yoko se rend au domicile de monsieur Tung à Stanley, on la voit exprimer sa méfiance envers les chauffeurs de taxi hongkongais. Cela traduit la mauvaise expérience vécue par le bédéiste, qui a déjà subit plusieurs problèmes avec eux. Censés connaître le chemin le plus direct, ils ne l'empruntaient pas toujours, certains simulant et prenant la seule voie qu'ils connaissaient, même si elle représentait un énorme détour. Ils faisaient alors semblant de ne pas entendre lorsque Leloup essayait de leur indiquer le bon chemin car ils ne pouvaient pas perdre la face en reconnaissant leur erreur.

## Publication

### Revues
Il a été prépublié dans le journal Spirou numéros 2527 à 2536 du 16 septembre au 18 novembre 1986.

### Album
Cette histoire est publiée en album pour la première fois en 1986 chez Dupuis et connaitra diverses rééditions par la suite. En 2008, elle est intégrée au cinquième volume de l'Intégrale Yoko Tsuno : Sous le soleil de Chine,.
L'album est dédié à Keum-Sook, une Coréenne de cinq ans adoptée par Roger Leloup et son épouse en 1973 sous le prénom plus européen de Annick.